# Chelifera incisa
Chelifera incisa är en tvåvingeart som beskrevs av Saigusa och Yang 2003. Chelifera incisa ingår i släktet Chelifera och familjen dansflugor. Inga underarter finns listade i Catalogue of Life.